# 다씨
다씨(DaSee)는 대한민국의 휴먼 토크 주식회사가 개발한 그래픽 뷰어 프로그램이다.
다씨(DaSee)는 사용에 아무런 제한이 없는 			완전한 프리웨어이다.(기업체/공공기관도 무료)
컴퓨터로 보여줄수 있는 모든 그림 파일들 약 40여가지를 보여주는 프로그램이다. 다바플러스의 그래픽뷰어 기능만을 따로 분리한
프로그램으로 덩치는 작아졌지만 그래픽쪽의 기능은 그대로이다.
다바플러스처럼 복잡한 기능보다는 단순히 그림, 사진등을 관리하고 볼 수 있는 기능만을 원하시는 분들에게 적절한 프로그램이다.
다운로드 링크 : http://datools.kr/Down0.htm